# 勒梅尼勒昂瓦莱
勒梅尼勒昂瓦莱（法語：Le Mesnil-en-Vallée，法語發音：[lə mɛnil ɑ̃ vale] ⓘ，意为“谷地中的勒梅尼勒”）是法国曼恩-卢瓦尔省的一个旧市镇，属于绍莱区。2015年12月15日，勒梅尼勒昂瓦莱和相邻的10个市镇合并为新市镇卢瓦尔河畔莫日（Mauges-sur-Loire）。

## 地理
勒梅尼勒昂瓦莱（47°21'57"N, 0°56'8"W）面积17.72 平方千米，位于法国卢瓦尔河地区大区曼恩-卢瓦尔省，该省份为法国西部内陆省份，大致对应安茹地区，北起顺时针与马耶讷省、萨尔特省、安德尔-卢瓦尔省、维埃纳省、德塞夫勒省、旺代省、大西洋卢瓦尔省和伊勒-维莱讷省接壤。
与勒梅尼勒昂瓦莱接壤的市镇（或旧市镇、城区）包括：卢瓦尔河畔蒙让、卢瓦尔河畔勒弗雷讷、蒙特勒莱、博斯、卢瓦尔河畔安格朗德勒弗雷讷、卢瓦尔河畔莫日、圣洛朗迪莫泰、拉波姆赖。

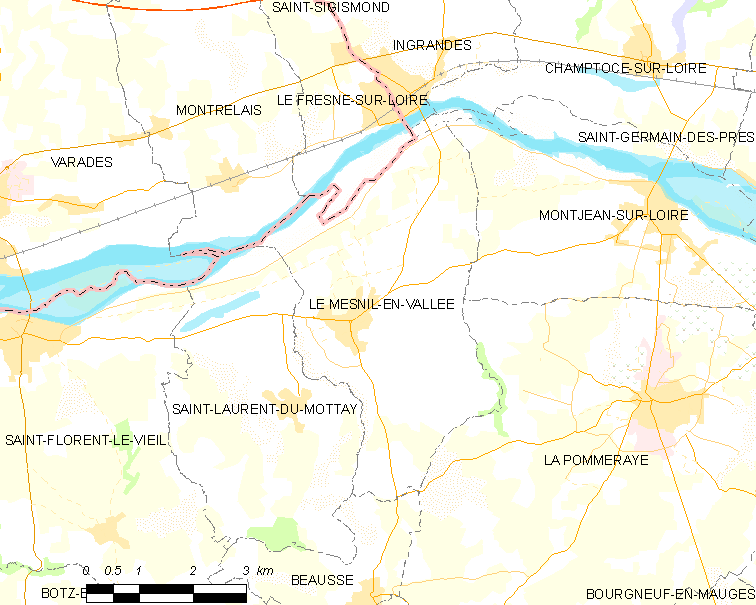
勒梅尼勒昂瓦莱的OSM定位图

勒梅尼勒昂瓦莱的时区为UTC+01:00、UTC+02:00（夏令时）。

## 行政
勒梅尼勒昂瓦莱的邮政编码为49410，INSEE市镇编码为49204。

## 政治
勒梅尼勒昂瓦莱所属的省级选区为卢瓦尔河畔莫日县。

## 人口

1962-2008年间勒梅尼勒昂瓦莱人口变化图示

勒梅尼勒昂瓦莱于2018年1月1日时的人口数量为1449人。